# Nino (football, 1997)
Pour les articles homonymes, voir Nino.
Marcilio Florencio Mota Filho dit Nino, né le 10 avril 1997 à Recife au Brésil, est un footballeur international brésilien qui évolue au poste de défenseur central au Zénith Saint-Pétersbourg.

## Biographie

### Criciúma EC
Né à Recife au Brésil, Nino est formé par le club de sa ville natale, le Sport Recife. Il rejoint ensuite le Criciúma EC, où il commence sa carrière professionnelle. Il joue son premier match de deuxième division brésilienne contre l'Oeste FC, le 20 mai 2017. Il est titulaire et son équipe perd la rencontre par un but à zéro. C'est contre cette même équipe qu'il inscrit son premier but, le 17 juin 2018, en championnat (2-2 score final).

### Fluminense FC
En février 2019, Nino est prêté pour une saison au Fluminense FC,. Il joue son premier match pour Fluminense le 29 avril 2019, lors d'un match de championnat face au Goiás EC. Il est titulaire et son équipe s'incline (0-1). Le 18 mai suivant, il inscrit son premier but pour Fluminense, lors d'un match de championnat remporté par son équipe sur le score de quatre buts à un. Six jours plus tard il fait ses débuts en Copa Sudamericana contre l'Atlético Nacional. Il est titularisé et son équipe l'emporte par quatre buts à un.
En décembre 2019, il est recruté définitivement par Fluminense. Nino s'impose alors comme un élément important de l'équipe, titulaire régulier, il devient également capitaine à partir de 2022.

### Zénith Saint-Pétersbourg
Le 4 janvier 2024, Nino prend la direction de la Russie et du Zénith Saint-Pétersbourg. Il signe un contrat courant jusqu'en juin 2028.
Nino marque son premier but pour le Zénith le 2 juin 2024, à l'occasion de la finale de l'édition 2023-2024 de la Coupe de Russie face au FK Baltika Kaliningrad. Titulaire, il est l'auteur du but égalisateur, et son équipe l'emporte finalement par deux buts à un.

### En sélection
En juin 2021 il est retenu avec l'équipe olympique du Brésil pour participer aux Jeux olympiques d'été de 2020, qui ont lieu à l'été 2021.

## Palmarès

### En sélection nationale

#### Brésil olympique
- Médaillé d'or aux Jeux olympiques en 2021

#### En club
Zénith Saint-Pétersbourg
- Coupe de Russie (1) :
  - Vainqueur : 2023-2024.